# Huelga de Colbún-Machicura
La huelga de Colbún-Machicura fue una paralización laboral de los obreros que trabajaban en la construcción del Complejo hidroeléctrico Colbún-Machicura, en la Región del Maule, Chile, entre fines de 1982 e inicios de 1983, comprendiendo dos huelgas, ambas de carácter ilegal, siendo las únicas de este tipo a lo largo de toda la Dictadura Militar. La huelga se caracterizó por la cobertura mediática que suscitó, así como por su importancia para el proceso de articulación del sindicalismo de oposición al régimen militar que devendría en los primeros llamados a protesta nacional.

## Antecedentes
A inicios de 1982 los trabajadores del complejo hidroeléctrico, con la ayuda de la Confederación de Trabajadores de la Construcción, se organizaron en torno a un sindicato con la esperanza de así poder iniciar un proceso de negociación colectiva tendiente a la mejora de sus salarios y las condiciones laborales en general. Sin embargo, se vieron enfrentados a la negativa de la empresa, una constructora francesa, que sostuvo amparada en el Plan Laboral, un conjunto de reformas tendientes a la liberalización de las relaciones laborales emprendidas por José Piñera en 1979, que los trabajadores no tenían derecho a negociación colectiva debido a que se desempeñaban en una faena transitoria. “El Plan Laboral se trató de un esfuerzo sostenido por ajustar el mercado del trabajo y las relaciones laborales dentro del marco de un régimen de libre mercado flexibilizado”, subordinando a los trabajadores y sus organizaciones bajo el argumento de las necesidades del mercado, limitando el potencial político que había caracterizado a la acción sindical a lo largo del siglo XX. En línea con estos objetivos, el Plan Laboral suponía la instauración de relaciones laborales de carácter bipartito, reduciendo al mínimo la capacidad de intervención estatal durante los procesos de negociación colectiva.

## Primera huelga
La primera huelga de los trabajadores del complejo surge a mediados de noviembre tras los infructuosos intentos de negociación entre estos y la empresa, iniciados con la constitución del primer sindicato de trabajadores de la CCI, empresa francesa encargada de la construcción de parte importante de la central hidroeléctrica,  en el mes de marzo de 1982 y cuyo principal objetivo era levantar un pliego de peticiones exigiendo mejoras salariales, pago de horas extras y beneficios en la alimentación. Además, durante los meses transcurridos entre este hito y noviembre se sucedieron una serie de denuncias alusivas al maltrato laboral sufrido por los trabajadores de la faena de parte de los capataces, de nacionalidad francesa en su mayoría.
Frente a la negativa de parte de la empresa a iniciar un proceso de negociación colectiva, sumado a las denuncias de agresiones sufridas por algunos trabajadores, los trabajadores de la construcción del complejo hidroeléctrico deciden dar inicio a la primera huelga de carácter ilegal en Chile desde el golpe de Estado de 1973. La huelga despertó la atención de los medios de comunicación y de los principales dirigentes sindicales de oposición, tales como el presidente de la Coordinadora Nacional Sindical, Manuel Bustos y el presidente de los trabajadores de la construcción Héctor Cuevas, quienes jugarían un papel protagónico en el proceso de negociación entre los trabajadores y la empresa, contraviniendo el principio de bilateralidad presente en el Plan Laboral. En un principio, la respuesta de la empresa a los huelguistas fue el despido de todos los dirigentes del sindicato.
La rápida y amplia cobertura mediática que recibió la huelgo motivó la intervención del intendente de la región del Maule, el coronel Ricardo Canales Varas al cual se sumó el alcalde de Colbún a petición del militar. La autoridad local contravino las limitaciones a la intervención estatal estipuladas en el Plan Laboral, siendo la principal causa de esta decisión el alcance que estaba teniendo la huelga, especialmente las denuncias de maltrato laboral por parte de los capataces franceses, despertando probablemente sentimientos nacionalistas entre determinados sectores del oficialismo como, por ejemplo, los sindicalistas afines al régimen. Las reuniones entre representantes de la empresa y los trabajadores dieron como resultado la reincorporación de los dirigentes del sindicato n°1 y el compromiso de parte de la empresa de iniciar un proceso de negociación colectiva, significando el primer revés de la política laboral impulsada por Piñera.

## Segunda huelga
Las negociaciones entre la empresa y la comisión negociadora, compuesta por representantes de base y de la Confederación, se dilataron a lo largo del mes de diciembre de 1982 y se vieron limitadas en su alcance debido a las divergencias entre los miembros de la comisión negociadora quienes adoptaron diversas posturas frente a los ofrecimientos de la empresa y las exigencias de los trabajadores. El fracaso de las negociaciones significó el inicio de una segunda huelga ilegal a partir del 7 de enero ante lo cual la empresa realizó una última contraoferta, rechazada por unanimidad de la asamblea el día 9. Del término de las negociaciones devino una huelga de resistencia de parte de los cerca de 1400 trabajadores despedidos sin derecho a indemnización alguna, argumentando la empresa que existió un abandono de las obligaciones estipuladas en los contratos. Los trabajadores despedidos instalaron un campamento junto a la faena, uniéndoseles rápidamente sus familias lo que llevó a decretar una ley seca al mismo tiempo que se designaron comisiones encargadas de organizar la vida al interior del campamento, así como asambleas por oficio, constituyendo un importante ejercicio democrático considerando el proceso de despolitización emprendido por el aparataje estatal.
Esta segunda huelga tuvo una duración cercana a los dos meses y solo se vio finalizada una vez que se logró una indemnización por término de conflicto entre la empresa y los representantes de los trabajadores.

## El sindicalismo de oposición en Colbún-Machicura
Durante la primera huelga dos de las principales figuras del sindicalismo de oposición, Manuel Bustos y Héctor Cuevas fueron protagonistas en el proceso de negociación frente al despido de los dirigentes del sindicato de base, logrando llevar las negociaciones a puerto, logrando afianzar su relación con las bases uno de los puntos débiles del sindicalismo desde el inicio de la Dictadura Militar. La segunda huelga significó un importante despliegue logístico de parte del movimiento sindical, encargado de llevar a cabo diligencias tendientes a lograr una indemnización a los trabajadores despedidos al mismo tiempo que debían gestionar la llegada de diversas expresiones de solidaridad que llegaban desde diferentes puntos del país y que se traducían por ejemplo en el envío de ropa desde el Persa Bío-Bío al apadrinamiento de los hijos de los huelguistas de parte de los mineros del Carbón en Lota.
La experiencia de Colbún-Machicura significó un salto cualitativo y cuantitativo para el movimiento sindical de oposición, en la medida que supuso un punto de encuentro entre dirigentes de los más diversos rubros, muchos de los cuales se habían mantenido al margen de la discusión pública, postura insostenible frente al contexto de crisis que apremiaba a principios de 1983. De las reuniones sostenidas durante el verano de 1983 a propósito de la huelga de Colbún-Machicura y MADECO las diversas orgánicas sindicales determinaron la necesidad de conformar un Comando Permanente de Solidaridad cuyo principal objetivo sería socorrer a los trabajadores en huelga y organizar bolsas de trabajo para los cesantes que no hacían más que crecer en número. Este Comando supuso un punto de encuentre de crucial importancia para la conformación del Comando Nacional de Trabajadores. Asimismo, supuso una oportunidad casi inédita de establecer un vínculo estrecho con las bases que aspiraban representar, marcando el camino tendiente a la construcción de un vínculo más fuerte entre las bases y las dirigencias nacionales, cuya expresión sería la expresión de su capacidad movilizadora en los primeros llamados de protesta nacional de parte de los trabajadores del Cobre y el posterior Comando Nacional de Trabajadores, a los cuales se sumarían rápidamente estudiantes y pobladores.